# 檢察廳 (日本)
35°40′33.07″N 139°45′16.76″E / 35.6758528°N 139.7546556°E

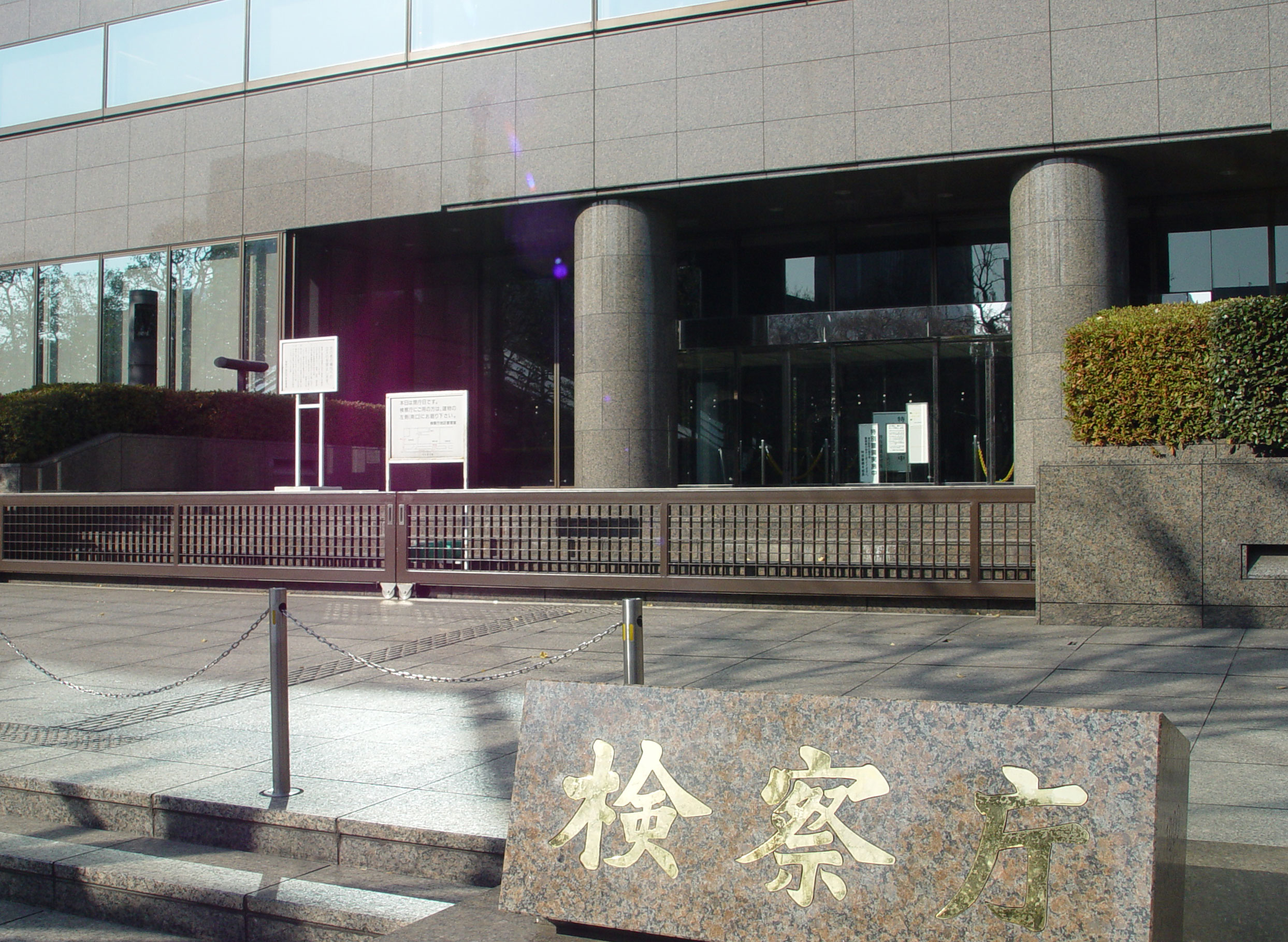
檢察廳

日本檢察廳法規定檢察廳 (日语：検察庁) 為法務省的特別機關（法務省法第14條）。檢察廳分為最高檢察廳、高等檢察廳、地方檢察廳及區檢察廳，分別對應最高裁判所、高等裁判所、地方裁判所及簡易裁判所（檢察廳法2條1項）。
- 最高檢察廳（日语：最高検察庁）（檢察廳法1條2項）
- 高等檢察廳（日语：高等検察庁）（8）
  - 支部（檢察廳法2條4項）（6）
- 地方檢察廳（日语：地方検察庁）（50）
  - 支部（檢察廳法2條4項）（203）
- 區檢察廳（日语：区検察庁）（438）

## 高等檢察廳
- 東京高等檢察廳（日语：東京高等検察庁）
- 大阪高等檢察廳（日语：大阪高等検察庁）
- 名古屋高等檢察廳（日语：名古屋高等検察庁）
- 広島高等檢察廳（日语：広島高等検察庁）
- 福岡高等檢察廳（日语：福岡高等検察庁）
- 仙台高等檢察廳（日语：仙台高等検察庁）
- 札幌高等檢察廳（日语：札幌高等検察庁）
- 高松高等檢察廳（日语：高松高等検察庁）

## 地方檢察廳
| - 東京地方檢察廳 - 橫濱地方檢察廳 - 埼玉地方檢察廳 - 千葉地方檢察廳 - 水戶地方檢察廳 - 宇都宮地方檢察廳 - 前橋地方檢察廳 - 靜岡地方檢察廳 - 甲府地方檢察廳 - 長野地方檢察廳 | - 新潟地方檢察廳 - 大阪地方檢察廳 - 京都地方檢察廳 - 神戶地方檢察廳 - 奈良地方檢察廳 - 大津地方檢察廳 - 和歌山地方檢察廳 - 名古屋地方檢察廳 - 津地方檢察廳 - 岐阜地方檢察廳 | - 福井地方檢察廳 - 金澤地方檢察廳 - 富山地方檢察廳 - 廣島地方檢察廳 - 山口地方檢察廳 - 岡山地方檢察廳 - 鳥取地方檢察廳 - 松江地方檢察廳 - 福岡地方檢察廳 - 佐賀地方檢察廳 | - 長崎地方檢察廳 - 大分地方檢察廳 - 熊本地方檢察廳 - 鹿兒島地方檢察廳 - 宮崎地方檢察廳 - 那霸地方檢察廳 - 仙台地方檢察廳 - 福島地方檢察廳 - 山形地方檢察廳 - 盛岡地方檢察廳 | - 秋田地方檢察廳 - 青森地方檢察廳 - 札幌地方檢察廳 - 札幌地方検察庁 - 旭川地方檢察廳 - 釧路地方檢察廳 - 高松地方檢察廳 - 德島地方檢察廳 - 高知地方檢察廳 - 松山地方檢察廳 |

## 外部連結
- 検察庁 （页面存档备份，存于）（日語）